# Railers de Worcester
Les Railers de Worcester sont une franchise professionnelle de hockey sur glace de l'ECHL basée à Worcester dans l'État du Massachusetts aux États-Unis.

## Historique
Le 8 février 2016, l'ECHL confirme la venue d'une équipe d'expansion à Worcester pour la saison 2017-2018. Il s'agit de la première franchise de la ligue à s'établir au Massachusetts. Le nom et le logo de l'équipe sont dévoilés le 3 avril 2016.
Les Railers ne disputent pas la saison 2020-2021 en raison de la pandémie de Covid-19, les opérations des six équipes de la division Nord étant suspendues par l'ECHL.

## Statistiques
| No | Saison    | PJ | V  | D  | DP | DTB | BP  | BC  | Pts | Classement       | Séries éliminatoires | Entraîneur                  |
| -- | --------- | -- | -- | -- | -- | --- | --- | --- | --- | ---------------- | -------------------- | --------------------------- |
| 1  | 2017-2018 | 72 | 37 | 27 | 4  | 4   | 194 | 193 | 82  | 4e division Nord | Défaite au 1er tour  | Jamie Russell               |
| 2  | 2018-2019 | 72 | 32 | 29 | 7  | 4   | 196 | 226 | 75  | 7e division Nord | Non qualifiés        | Jamie Russell               |
| 3  | 2019-2020 | 61 | 21 | 36 | 4  | 0   | 161 | 230 | 46  | 6e division Nord | Séries annulées      | Jamie Russell David Cunniff |